# Tianeti (gmina)
Gmina Tianeti (gruz. თიანეთის მუნიციპალიტეტი) – jednostka administracyjna należąca do Mccheta-Mtianetii w Gruzji. Siedzibą gminy jest miasto Tianeti. 

## Położenie
Gmina położona jest we wschodniej części regionu Mccheta-Mtianetii, a jednocześnie w centralnej części Gruzji. 

## Ludność
Na podstawie danych statystycznych z 2024 roku gminę Tianeti zamieszkiwało 10 800 osób. 